# François Dufeu
François Dufeu (né en 1943 à Parcé-sur-Sarthe) est un écrivain français.

## Œuvres
- Le Mystère de la désincarnation, éditions Amalthées, 2007.